# 15351 Yamaguchimamoru
15351 Yamaguchimamoru este un asteroid din centura principală de asteroizi.

## Descriere
15351 Yamaguchimamoru este un asteroid din centura principală de asteroizi. A fost descoperit pe 4 noiembrie 1994 la Kitami de Kin Endate și Kazuro Watanabe. Asteroidul prezintă o orbită caracterizată de o semiaxă mare de 2,42 ua, o excentricitate de 0,22 și o înclinație de 10,0° în raport cu ecliptica.